# Скидра (дим)
Ски́дра (греч. Δήμος Σκύδρας) — община (дим) в Греции. Административно относится к периферийной единице Пела в периферии Центральная Македония. Население 28 814 человек по переписи 2011 года. Площадь 611,212 квадратного километра. Плотность 47,14 человека на квадратный километр. Административный центр — Скидра. Димархом на местных выборах 2014 года избрана и в 2019 году переизбрана Катерина Игнатьяду (Κατερίνα Ιγνατιάδου).
Община Скидра создана в 1989 году (ΦΕΚ 145Α). В 2010 году (ΦΕΚ 87Α) по программе «Калликратис» к общине Скидра присоединена упразднённая община Мениида.